# Berdkunk
Berdkunk (en arménien Բերդկունք) est une communauté rurale du marz de Gegharkunik, en Arménie. Elle compte 290 habitants en 2008.